# بارت، دو
بارت (به فرانسوی: Bart) یک کمون (فرانسه) در فرانسه است که در canton of Montbéliard-Ouest واقع شده‌است. بارت ۳٫۸۴ کیلومتر مربع مساحت دارد.